# Beauchamps (Somme)
Pour les articles homonymes, voir Beauchamps.
Beauchamps est une commune française située dans le département de la Somme en région Hauts-de-France.

## Géographie

### Localisation
Beauchamps est un village picard du Vimeu limitrophe du département de la Seine-Maritime.
LImitrophe de Gamaches, la commune est située, à vol d'oiseau,  à 7 km au sud-est d'Eu-le-Tréport, 8 km au sud de Friville-Escarbotin, 9 km au sud-ouest de Feuquières-en-Vimeu, 10 km au sud-est de Mers-les-Bains, 25 km au sud-ouest d'Abbeville, 32 km au nord-est de Dieppe et à 58 km au nord-ouest d'Amiens.
Le territoire de la commune est limitrophe de ceux de cinq communes.
Les communes limitrophes sont Incheville, Bouvaincourt-sur-Bresle, Dargnies, Embreville et Gamaches.

### Hydrographie

#### Réseau hydrographique
La commune est située dans le bassin Seine-Normandie. Elle est drainée par la Bresle,.divers bras de la Bresle.
La Bresle est un fleuve côtier d'une longueur de 68 km, qui prend sa source dans la commune de Abancourt, à 180 mètres d'altitude, et se jette  dans la Manche au Tréport, après avoir traversé 30 communes.

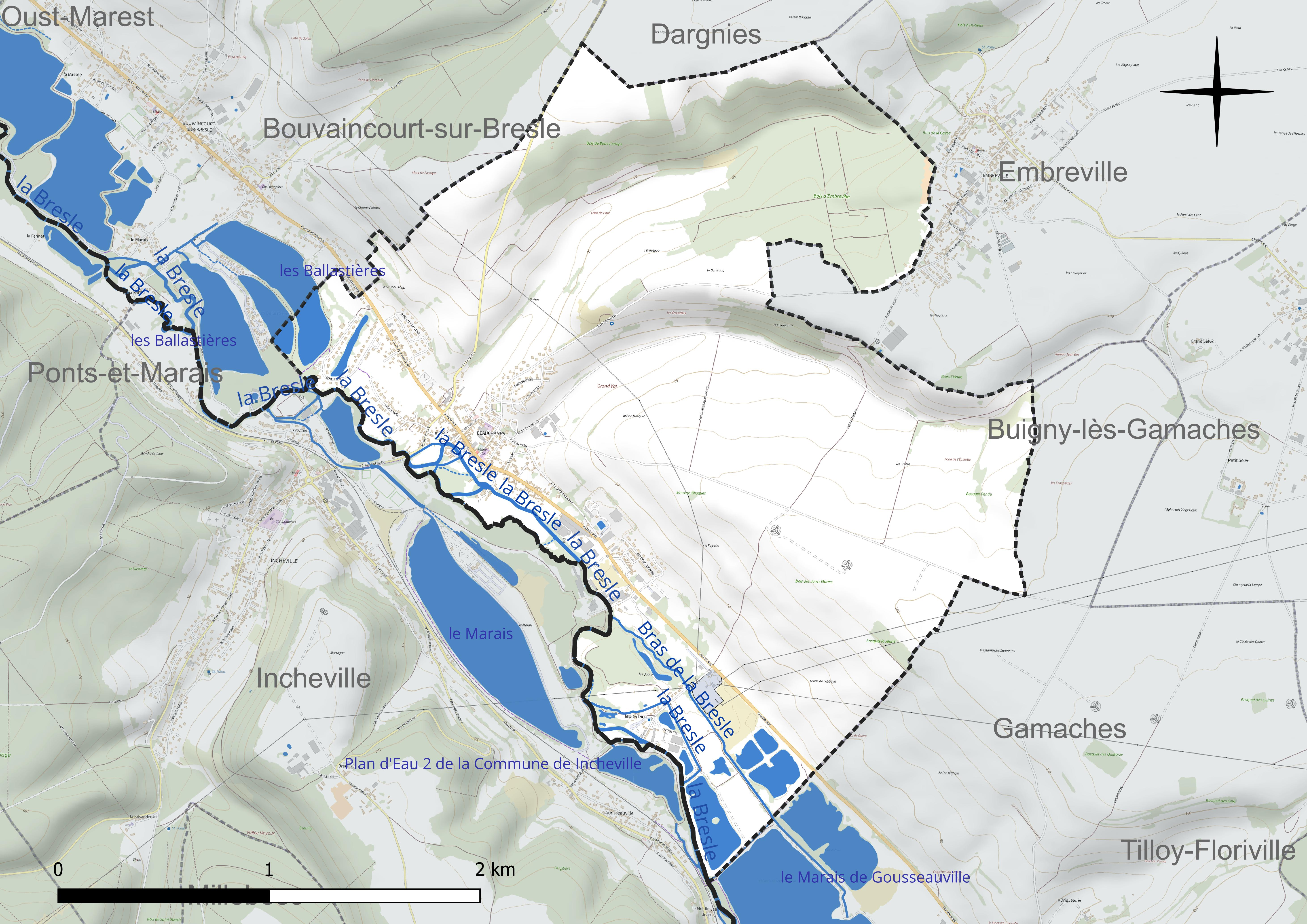
Réseau hydrographique de Beauchamps.

Un plan d'eau complète le réseau hydrographique : les ballastières, d'une superficie totale de 13,6 ha (3,9 ha sur la commune),.

#### Gestion et qualité des eaux
Le territoire communal est couvert par le schéma d'aménagement et de gestion des eaux (SAGE) « Vallée de la Bresle ». Ce document de planification concerne un territoire de 748 km2 de superficie, délimité par le bassin versant de la Bresle. Le périmètre a été arrêté le 7 avril 2003 et le SAGE proprement dit a été approuvé le 18 août 2016. La structure porteuse de l'élaboration et de la mise en œuvre est le syndicat mixte d'aménagement, de gestion et de valorisation du bassin de la Bresle.
La qualité des cours d'eau peut être consultée sur un site dédié géré par les agences de l'eau et l'Agence française pour la biodiversité.

### Climat
Pour des articles plus généraux, voir Climat des Hauts-de-France et Climat de la Somme.
En 2010, le climat de la commune est de type climat océanique franc, selon une étude du CNRS s'appuyant sur une série de données couvrant la période 1971-2000. En 2020, Météo-France publie une typologie des climats de la France métropolitaine dans laquelle la commune est exposée à un climat océanique et est dans la région climatique Côtes de la Manche orientale, caractérisée par un faible ensoleillement (1 550 h/an) ; forte humidité de l'air (plus de 20 h/jour avec humidité relative > 80 % en hiver), vents forts fréquents.
Pour la période 1971-2000, la température annuelle moyenne est de 10,7 °C, avec une amplitude thermique annuelle de 12,8 °C. Le cumul annuel moyen de précipitations est de 856 mm, avec 12,6 jours de précipitations en janvier et 8 jours en juillet. Pour la période 1991-2020, la température moyenne annuelle observée sur la station météorologique la plus proche, située sur la commune de Cayeux-sur-Mer à 18 km à vol d'oiseau, est de 11,4 °C et le cumul annuel moyen de précipitations est de 761,1 mm,. Pour l'avenir, les paramètres climatiques de la commune estimés pour 2050 selon différents scénarios d'émission de gaz à effet de serre sont consultables sur un site dédié publié par Météo-France en novembre 2022.

## Urbanisme

### Typologie
Au 1er janvier 2024, Beauchamps est catégorisée bourg rural, selon la nouvelle grille communale de densité à sept niveaux définie par l'Insee en 2022.
Elle appartient à l'unité urbaine d'Incheville, une agglomération inter-régionale regroupant trois  communes, dont elle est ville-centre,,. Par ailleurs la commune fait partie de l'aire d'attraction d'Eu, dont elle est une commune de la couronne,. Cette aire, qui regroupe 26 communes, est catégorisée dans les aires de moins de 50 000 habitants,.

### Occupation des sols
L'occupation des sols de la commune, telle qu'elle ressort de la base de données européenne d'occupation biophysique des sols Corine Land Cover (CLC), est marquée par l'importance des territoires agricoles (71,8 % en 2018), en augmentation par rapport à 1990 (70,7 %). La répartition détaillée en 2018 est la suivante : 
terres arables (50,9 %), prairies (20,8 %), forêts (14,3 %), zones urbanisées (7,3 %), zones industrielles ou commerciales et réseaux de communication (3,3 %), eaux continentales (3,3 %). L'évolution de l'occupation des sols de la commune et de ses infrastructures peut être observée sur les différentes représentations cartographiques du territoire : la carte de Cassini (XVIIIe siècle), la carte d'état-major (1820-1866) et les cartes ou photos aériennes de l'IGN pour la période actuelle (1950 à aujourd'hui).

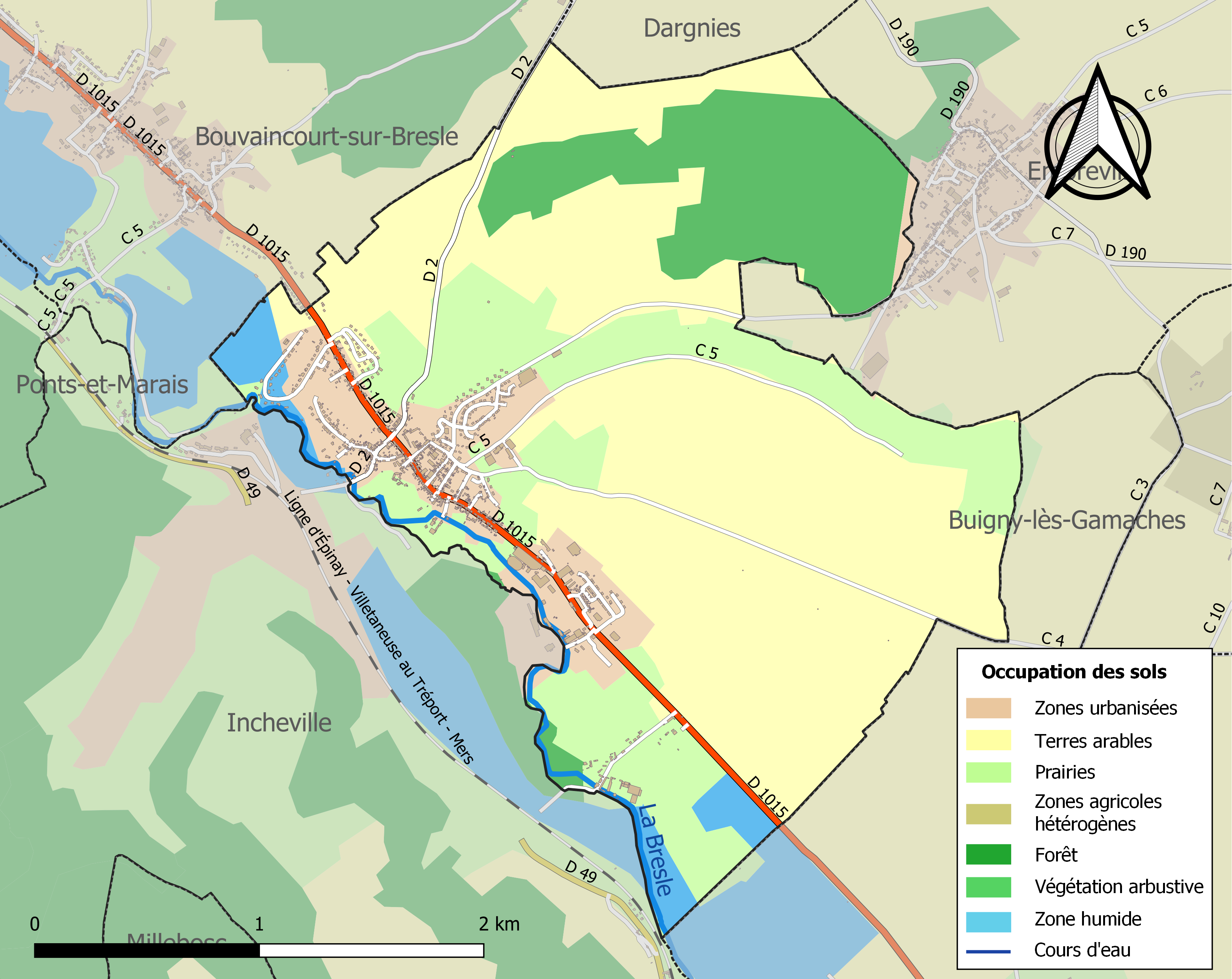
Carte des infrastructures et de l'occupation des sols de la commune en 2018 (CLC).

### Voies de communication et transports
La localité est desservie par les lignes d'autocars no 1 (Mers-lès-Bains - Oisemont - Amiens) et n°3 (Gamaches - Woincourt - Abbeville) du réseau Trans'80, Hauts-de-France, chaque jour de la semaine sauf le dimanche et les jours fériés.

## Toponymie
Le lieu s'est appelé Bauchen, Bauchien, Beauchamp puis Beauchamps.
De l'oil bel, beau et francisation du picard camp « champ », le -s est adventice.

## Histoire
En 1191, lors de la création de l'abbaye du Lieu-Dieu, la seigneurie appartient à Rogon de Dauchen.
De 1865 à 1908, une sucrerie-distillerie a donné de l'emploi sur le territoire de la commune.
Avant la seconde guerre mondiale le château de Beauchamps appartenait à la famille Deloison[réf. nécessaire].
Pendant la Seconde Guerre mondiale, à leur arrivée en juin 1940, les Allemands exécutent deux tirailleurs sénégalais à l'entrée du chemin de la Croix-de-Fer.

## Politique et administration

### Rattachements administratifs et électoraux
La commune se trouve dans l'arrondissement d'Abbeville du département de la Somme. Pour l'élection des députés, elle fait partie depuis 1958 de la troisième circonscription de la Somme.
Elle fait partie depuis 1793 du canton de Gamaches. Dans le cadre du redécoupage cantonal de 2014 en France, ce canton, dont la commune est toujours membre, est modifié, passant de 20 à 36 communes.

### Intercommunalité
La commune a adhéré en 2003 à la communauté de communes du Gros Jacques, qui prend en 2009 la dénomination de communauté de communes interrégionale de Bresle maritime.
Celle-ci  s'étend à sept communes de Seine-Maritime issues de l'ancienne communauté de communes d'Yères et Plateaux et devient la communauté de communes des villes sœurs, dont la commune est toujours membre.

### Liste des maires
| Période                                  | Période                   | Identité            | Étiquette | Qualité                                                               |
| ---------------------------------------- | ------------------------- | ------------------- | --------- | --------------------------------------------------------------------- |
| Les données manquantes sont à compléter. |                           |                     |           |                                                                       |
|                                          | 1971                      | Eugène Jouno        |           |                                                                       |
| 1971                                     | 1995                      | Eugène Duhamel      | UDF       | Boulanger Président du SIVOM de Gamaches                              |
| 1995                                     | mai 2020                  | Alain Brière,       | PS        | Professeur Président de la CC des Villes Sœurs (2008 → 2020)          |
| mai 2020                                 | En cours (au 27 mai 2020) | Jean-Charles Vitaux | LR        | Informaticien industriel Vice-président du SIVOM de Gamaches[Quand ?] |

### Distinctions et labels
- La commune est saluée pour son fleurissement remarquable et sera proposée en 2025 pour l'obtention d'une fleur au concours des villes et villages fleuris[36].

## Population et société

### Démographie
L'évolution du nombre d'habitants est connue à travers les recensements de la population effectués dans la commune depuis 1793. Pour les communes de moins de 10 000 habitants, une enquête de recensement portant sur toute la population est réalisée tous les cinq ans, les populations de référence des années intermédiaires étant quant à elles estimées par interpolation ou extrapolation. Pour la commune, le premier recensement exhaustif entrant dans le cadre du nouveau dispositif a été réalisé en 2006.

En 2022, la commune comptait 943 habitants, en évolution de −5,61 % par rapport à 2016 (Somme : −1,26 %, France hors Mayotte : +2,11 %).
| 1793 | 1800 | 1806 | 1821 | 1831 | 1836 | 1841 | 1846 | 1851 |
| ---- | ---- | ---- | ---- | ---- | ---- | ---- | ---- | ---- |
| 269  | 236  | 394  | 329  | 360  | 375  | 409  | 460  | 460  |

| 1856 | 1861 | 1866 | 1872 | 1876 | 1881 | 1886 | 1891 | 1896 |
| ---- | ---- | ---- | ---- | ---- | ---- | ---- | ---- | ---- |
| 443  | 421  | 475  | 518  | 527  | 516  | 499  | 503  | 491  |

| 1901 | 1906 | 1911 | 1921 | 1926 | 1931 | 1936 | 1946 | 1954 |
| ---- | ---- | ---- | ---- | ---- | ---- | ---- | ---- | ---- |
| 526  | 597  | 574  | 631  | 686  | 694  | 666  | 650  | 660  |

| 1962 | 1968 | 1975 | 1982 | 1990  | 1999 | 2006  | 2011  | 2016 |
| ---- | ---- | ---- | ---- | ----- | ---- | ----- | ----- | ---- |
| 812  | 883  | 900  | 908  | 1 011 | 987  | 1 004 | 1 043 | 999  |

| 2021 | 2022 | - | - | - | - | - | - | - |
| ---- | ---- | - | - | - | - | - | - | - |
| 958  | 943  | - | - | - | - | - | - | - |

### Enseignement
Les écoles primaires publiques Les Hortensias et du Parc scolarisent 101 enfants pour l'année scolaire 2017-2018. Une cantine et une garderie sont à leur disposition aux Hortensias.
À la rentrée de 2025, un regroupement pédagogique intercommunal est mis en place avec la commune de Bouvaincourt-sur-Bresle. Dans chaque localité, trois classes doivent accueillir un total de 105 élèves.

### Manifestations culturelles et festivités
- Le grand-prix cycliste de Beauchamps dont la 50e édition s'est déroulée le 8 mai 2013.

## Culture locale et patrimoine

### Lieux et monuments

Sites emblématiques (sélection).
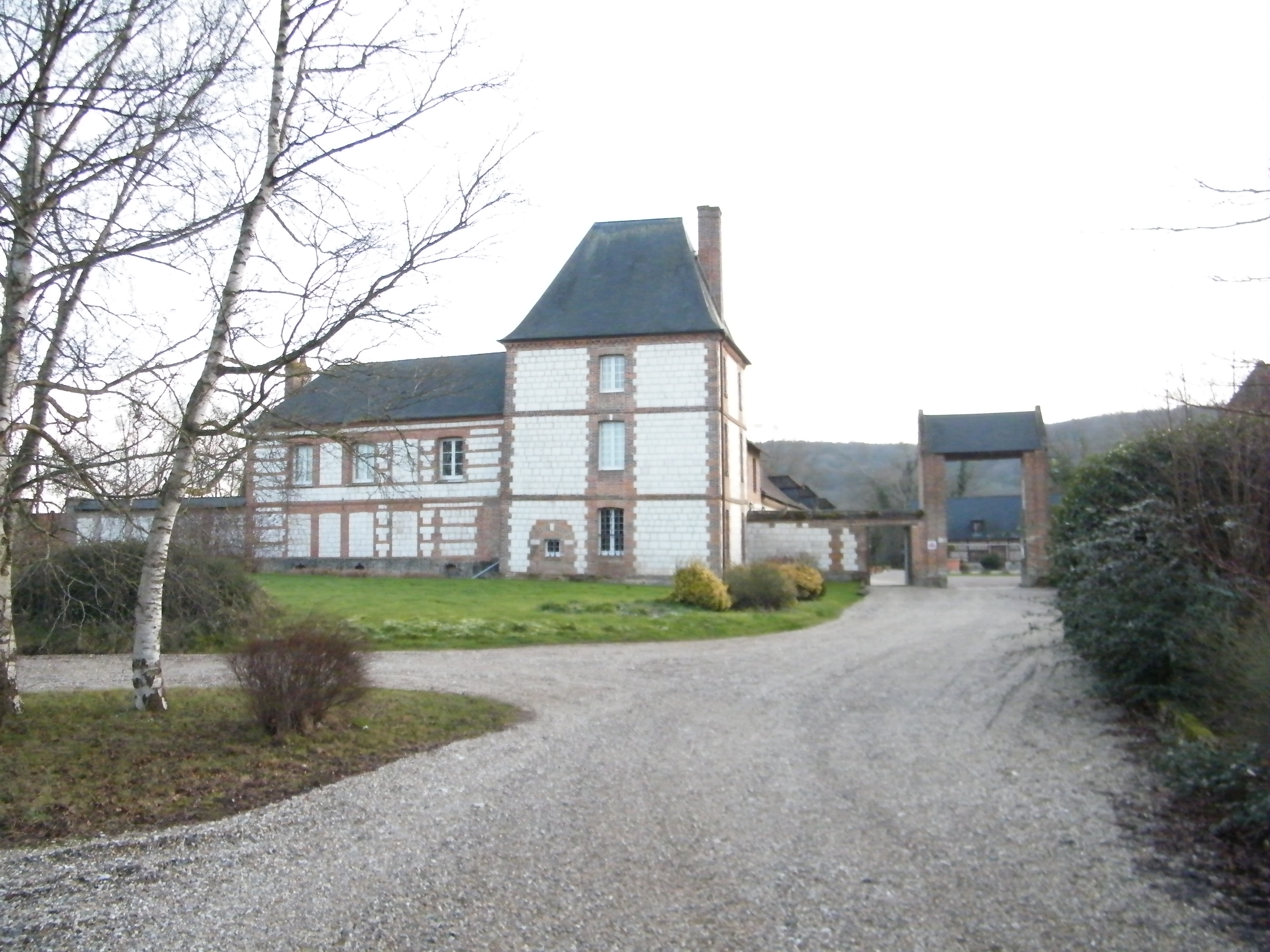
Abbaye du Lieu-Dieu.
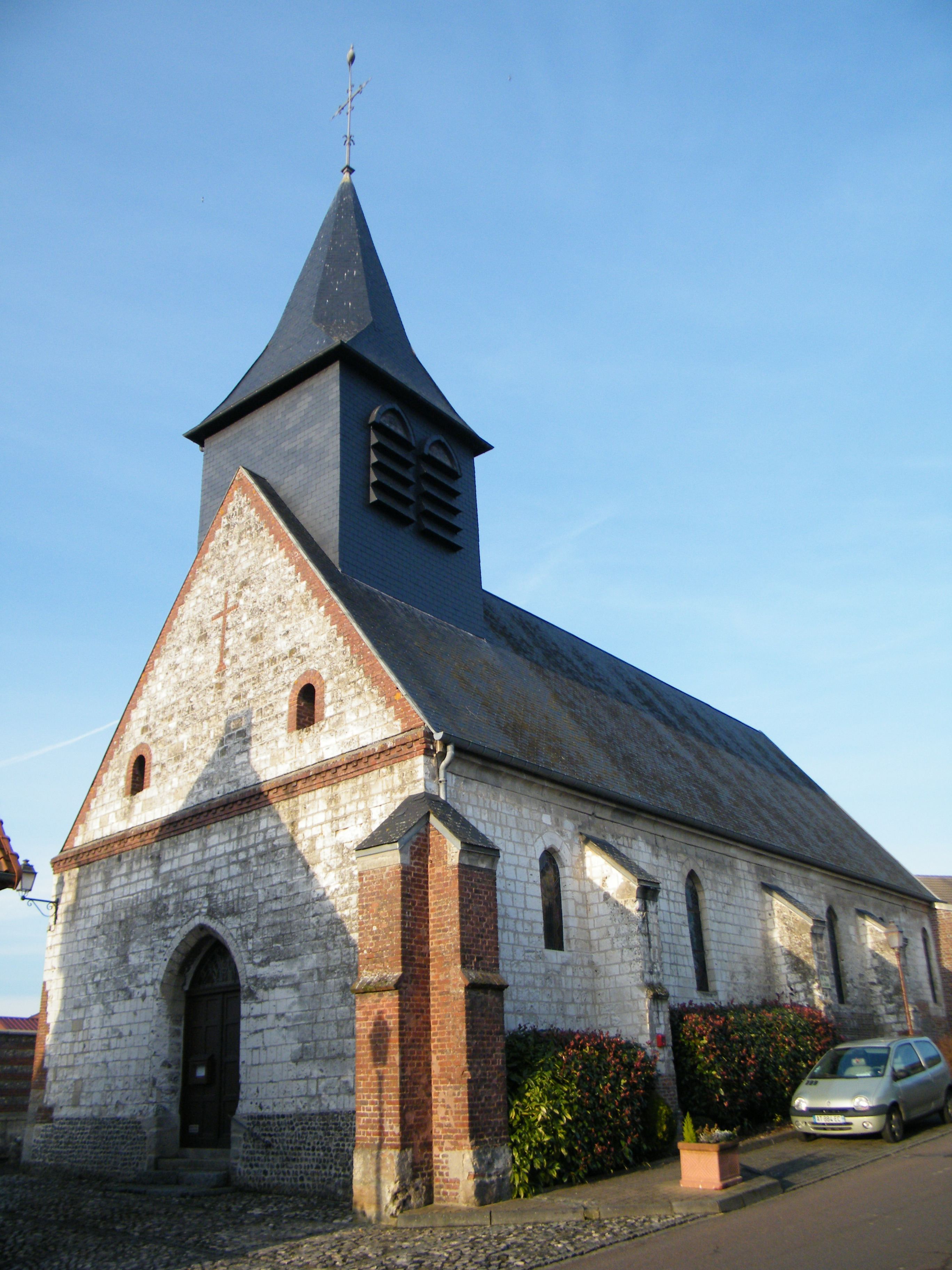
Église Saint-Martin.
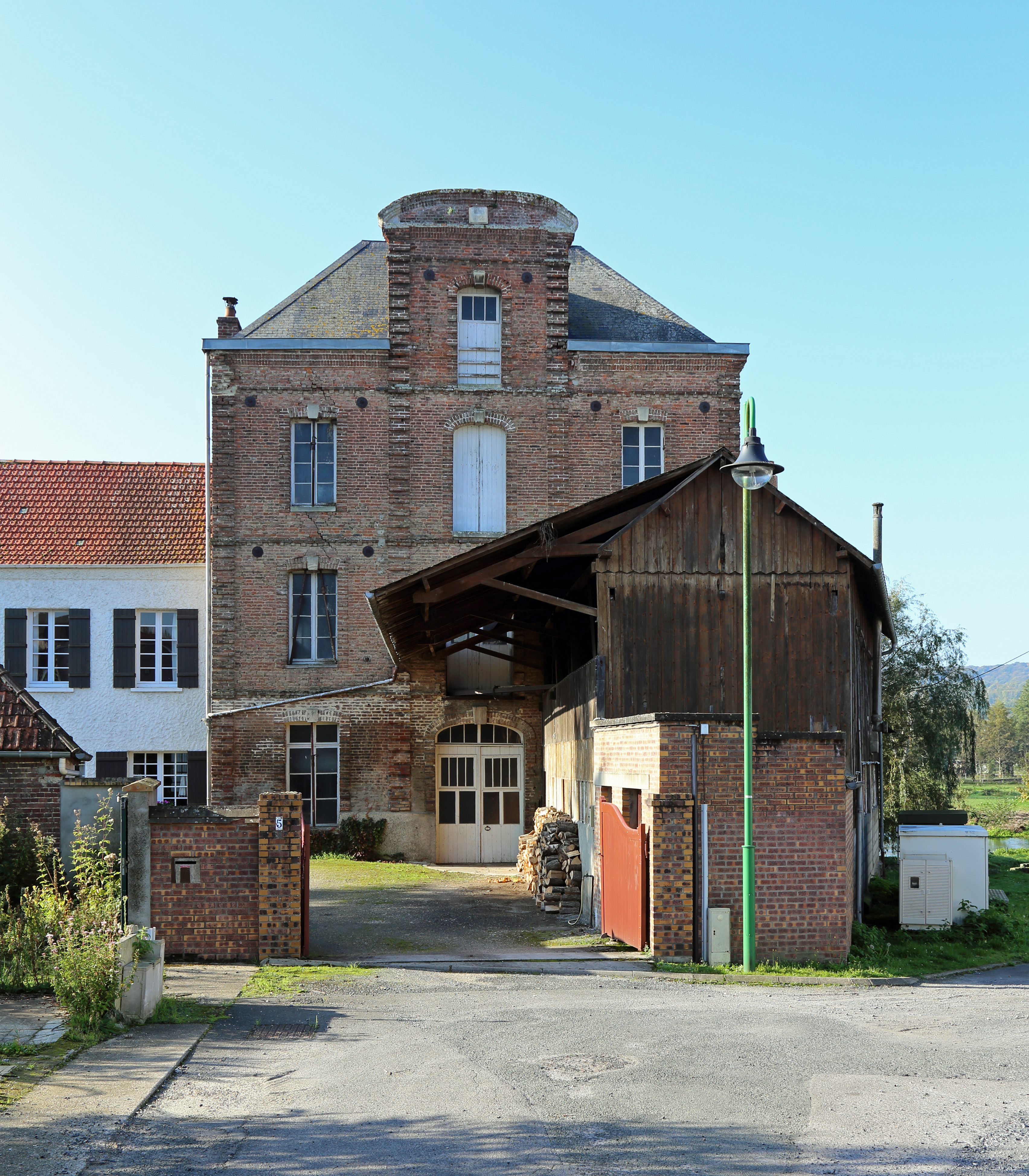
Le moulin à eau sur la Bresle, construit en 1866.
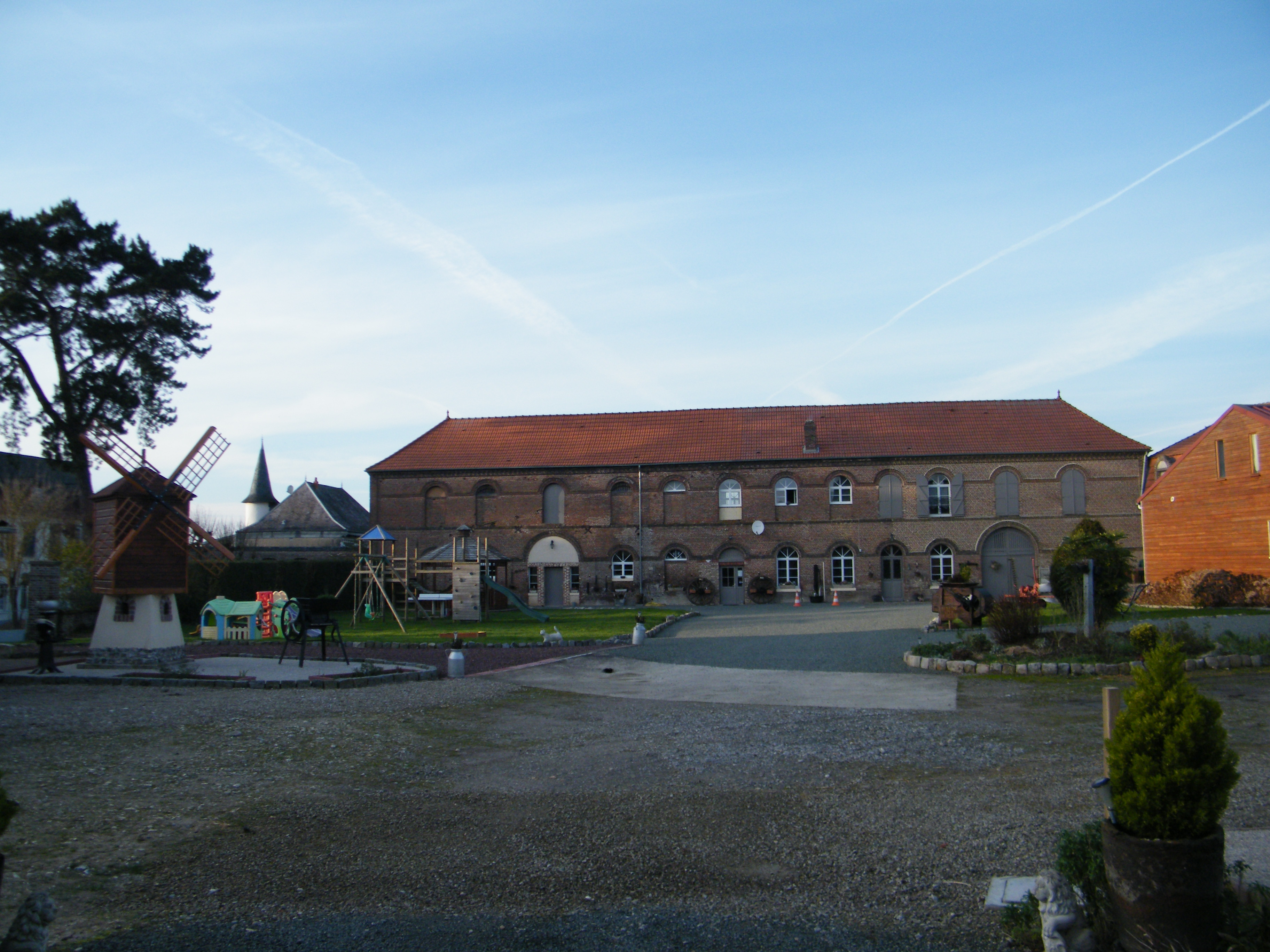
Ferme du Phaël.
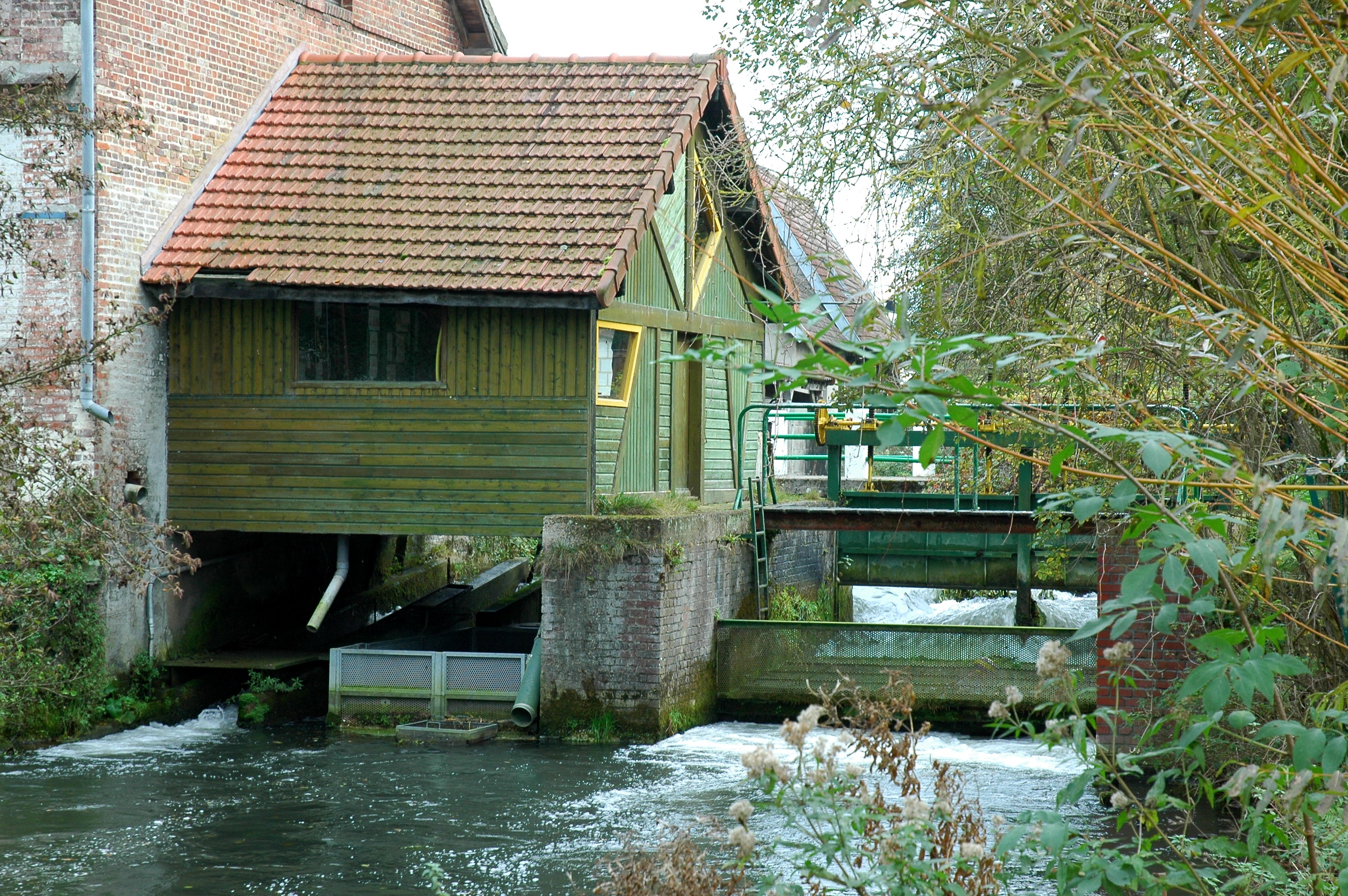
Moulin sur la Bresle.

- Friche industrielle de la sucrerie distillerie de Beauchamps, fondée par la Compagnie Sucrière de la Somme, dont le site a été exploité de 1865 à 1998[26].
- Église Saint-Martin, du XIXe siècle. Elle contient un reliquaire du XVe siècle en argent doré.
- L'abbaye du Lieu-Dieu (XIIIe siècle) qui a été rénovée ; elle est devenue un centre équestre[42].
- Jardin paysager privé, le Jardin de Claire[43].

### Héraldique
|  | Les armes de la commune se blasonnent ainsi : Fascé d'hermine et de sinople. La commune a repris le blason des De Beauchamps, seigneurs du lieu du XIIe au XVe siècle, et notamment de Rorgon de Beauchamps, chevalier, seigneur en 1195, mort vers 1215. Sa tombe armoriée en carreaux vernissés colorés fut découverte en 1977 dans les vestiges de l'ancienne abbaye du lieu-Dieu, avant d'être une nouvelle fois perdue. (Jacques Dulphy) |

## Pour approfondir